# Piotr Adam Opaliński
Piotr Adam Opaliński herbu Łodzia (ur. 1636, zm. 1682), podkomorzy poznański, podczaszy królowej Polski Ludwiki Marii Gonzagi w 1660 roku,  rotmistrz królewski w 1674 roku.

## Rodzina
Syn Krzysztofa (1609-1655), wojewody poznańskiego i Teresy Konstancji Czarnkowskiej (zm. 1660), córki Adama Sędziwoja Czarnkowskiego. Brat Jana Karola, kasztelana poznańskiego, Zofii Krystyny (1643-1699), żony Adama Konarzewskiego, następnie kuzyna Stanisława Opalińskiego (zm. 1704), starosty nowokorczyńskiego i Wacława Leszczyńskiego (zm. 1688), wojewody podlaskiego, Teresy Konstancji – żony Krzysztofa Sieniuty, następnie Stefana Niemirycza, wojewody kijowskiego i Wojciecha Konstantego Brezy, wojewody poznańskiego.
Dwukrotnie żonaty: Pierwsza żona Anna Sieniucka (zm. 1672), córka Piotra, protektora różnowierców.
Drugą żoną Piotra Adama została Wiktoria Trzebuchowska, córka Jakuba, kasztelana kowalskiego, wdowa po Pawle Ludwiku Szczawińskim, wojewodzie inowrocławskim.
Poseł województw poznańskiego i kaliskiego na sejm 1661 roku. Poseł sejmiku średzkiego na sejm 1665 roku. W 1674 roku był elektorem Jana III Sobieskiego z województwa poznańskiego. Poseł sejmiku średzkiego województw poznańskiego i kaliskiego na sejm koronacyjny 1676 roku. Poseł sejmiku średzkiego na sejm 1677 roku, sejm 1681 roku.

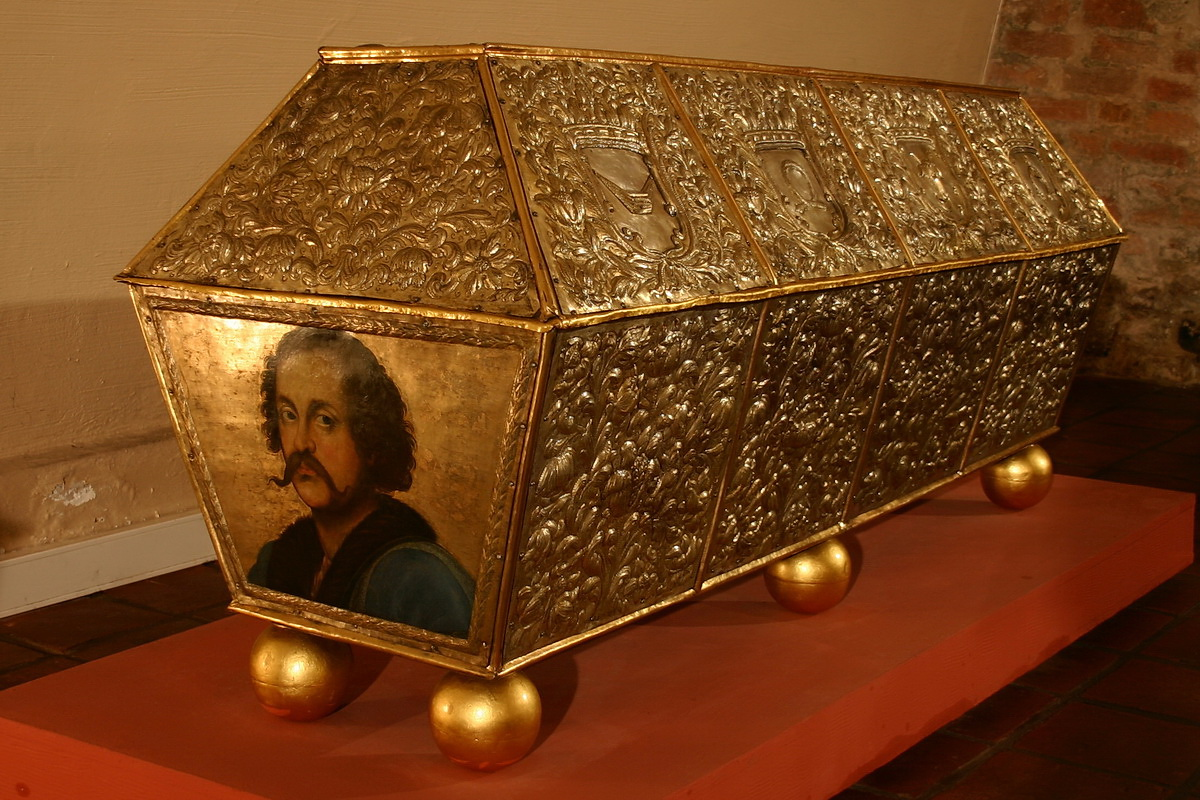
Sarkofag Piotra Adama Opalińskiego Muzeum Zamek Opalińskich

## Pełnione urzędy
W roku 1660 został podczaszym królowej. Od 1673 roku sprawował urząd podkomorzego poznańskiego. Był starostą Śremu i Kowela.